# 川中丘陵
川中丘陵又称盆中丘陵，位于四川盆地东部，北起大巴山南麓，南达长江以南；西至龙泉山，东抵华蓥山，面积约为8.4萬平方千米。其为方山丘陵，低山广布，溪流纵横，海拔约为250—600米，相对高差不到100米，为四川省丘陵集中地区。由于受到沱江、岷江、涪江等河流切割，地表多呈现起伏状，并且河谷迂回。